# Oberea taihokuensis
Oberea taihokuensis là một loài bọ cánh cứng trong họ Cerambycidae.